# Schirmersmühle
Schirmersmühle ist eine Wüstung auf dem Gemeindegebiet von Stockheim im Landkreis Kronach (Oberfranken, Bayern).

## Geographie
Die Einöde lag auf einer Höhe von 360 m ü. NHN an einem linken Seitenarm der Haßlach. Neukenroth befand sich 1,3 km südwestlich von der Schirmersmühle.

## Geschichte
Gegen Ende des 18. Jahrhunderts gehörte Schirmersmühle zur Realgemeinde Neukenroth. Das Hochgericht übte das bambergische Centamt Kronach aus. Das bambergische Amt Fürth am Berg war Grundherr der Schneidmühle.
Mit dem Gemeindeedikt wurde Schirmersmühle dem 1808 gebildeten Steuerdistrikt Neukenroth und der 1818 gebildeten Ruralgemeinde Neukenroth zugewiesen. Auf einer topographischen Karte von 1926 wurde der Ort letztmals verzeichnet.

### Einwohnerentwicklung
| Jahr      | 001818 | 001861 | 001871 | 001885 | 001900 |
| Einwohner |        | 9      | 6      | 5      | 5      |
| Häuser    | 1      |        |        | 1      | 1      |
| Quelle    | [ 3 ]  | [ 6 ]  | [ 7 ]  | [ 8 ]  | [ 9 ]  |

## Religion
Der Ort war katholisch geprägt und nach St. Katharina (Neukenroth) gepfarrt.

## Weblink
- Schirmersmühle in der Ortsdatenbank des bavarikon, abgerufen am 20. August 2021.